# Aaron Paul
Aaron Paul Sturtevant (født 27. august 1979) er en amerikansk skuespiller og producer. Han er bedst kendt for at portrættere Jesse Pinkman i tv-serien Breaking Bad.
Han har også medvirket i filmene, Need for Speed (2014), The Last House on the Left (2009) og Exodus: Gods and Kings (2014). Derudover har han også haft mindre roller i flere Tv-serier.

## Filmografi

### Film
| År   | Titel                           | Rolle                  | Noter                      |
| ---- | ------------------------------- | ---------------------- | -------------------------- |
| 2000 | Whatever It Takes               | Floyd                  |                            |
| 2000 | Help! I'm a Fish                | Chuck                  | Voice                      |
| 2001 | K-PAX                           | Michael Powell         |                            |
| 2002 | National Lampoon's Van Wilder   | Wasted Guy             |                            |
| 2002 | Wasted                          | Owen                   |                            |
| 2004 | Perfect Opposites               | Monty Brandt           |                            |
| 2005 | Candy Paint                     | Brad Miller            | Short film                 |
| 2005 | Bad Girls from Valley High      | Jonathon Wharton       |                            |
| 2006 | Choking Man                     | Jerry                  |                            |
| 2006 | Mission: Impossible III         | Rick Meade             |                            |
| 2007 | Daydreamer                      | Clinton Roark          |                            |
| 2007 | Leo                             | Hustler                | Short film                 |
| 2008 | Say Goodnight                   | Victor                 |                            |
| 2009 | The Last House on the Left      | Francis                |                            |
| 2010 | Wreckage                        | Rick                   |                            |
| 2010 | Weird: the Al Yankovic Story    | Al 'Weird Al' Yankovic | Short film                 |
| 2011 | Quirky Girl                     | Joseph                 | Short film                 |
| 2012 | Smashed                         | Charlie Hannah         |                            |
| 2013 | Decoding Annie Parker           | Paul                   |                            |
| 2014 | Need for Speed                  | Tobey Marshall         |                            |
| 2014 | A Long Way Down                 | J.J. Maguire           |                            |
| 2014 | Hellion                         | Hollis Wilson          | Also co-executive producer |
| 2014 | Exodus: Gods and Kings          | Joshua                 |                            |
| 2015 | Unity                           | Narrator               | Documentary; voice         |
| 2015 | Eye in the Sky                  | Steve Watts            |                            |
| 2015 | Fathers and Daughters           | Cameron                |                            |
| 2016 | Triple 9                        | Gabe Welch             |                            |
| 2016 | Central Intelligence            | Phil Stanton           |                            |
| 2016 | Kingsglaive: Final Fantasy XV   | Nyx Ulric              | Voice; English dub         |
| 2016 | The 9th Life of Louis Drax      | Peter                  |                            |
| 2016 | Come and Find Me                | David                  |                            |
| 2018 | American Woman                  | Chris                  |                            |
| 2018 | Welcome Home                    | Bryan Palmer           |                            |
| 2019 | The Parts You Lose              | The Man                | Also producer              |
| 2019 | El Camino: A Breaking Bad Movie | Jesse Pinkman          | Also producer              |
| 2020 | Adam                            | Adam Niskar            |                            |
| 2022 | Dual                            | Trent                  |                            |

### Tv
| År        | Titel                          | Rolle                       | Noter                                            |
| --------- | ------------------------------ | --------------------------- | ------------------------------------------------ |
| 1999      | Beverly Hills, 90210           | Chad                        | Episode: "Fortune Cookie"                        |
| 1999      | Melrose Place                  | Frat Boy                    | Episode: "The Daughterboy"                       |
| 1999      | Suddenly Susan                 | 'Zipper'                    | Episode: "A Day in the Life"                     |
| 1999      | 3rd Rock from the Sun          | Student                     | Episode: "Dick's Big Giant Headache: Part II"    |
| 2000      | The Price Is Right             | Himself                     | Contestant                                       |
| 2000      | Get Real                       | Derek                       | Episode: "History Lessons"                       |
| 2001      | 100 Deeds for Eddie McDowd     | Ethan                       | Episode: "Eddie Loves Tori"                      |
| 2001      | The Division                   | Tyler Petersen              | Episode: "Hero"                                  |
| 2001      | Nikki                          | Scott                       | Episode: "Family Lies"                           |
| 2001      | The Guardian                   | Ethan Ritter                | Episode: "The Men from the Boys"                 |
| 2001      | The X-Files                    | David 'Winky' Winkle        | Episode: "Lord of the Flies"                     |
| 2001–2002 | Judging Amy                    | 'X-Ray' Conklin             | 2 episodes                                       |
| 2002      | NYPD Blue                      | Marcus Denton               | Episode: "Oh, Mama!"                             |
| 2002      | CSI: Crime Scene Investigation | Peter Hutchins Jr.          | Episode: "Felonious Monk"                        |
| 2002      | Birds of Prey                  | Jerry                       | Episode: "Pilot"                                 |
| 2002      | Wasted                         | Owen Turner                 | Television film                                  |
| 2003      | ER                             | Doug                        | Episode: "A Saint in the City"                   |
| 2003      | Kingpin                        | Stoner                      | Episode: "El Velorio"                            |
| 2003      | CSI: Miami                     | Ben Gordon                  | Episode: "Grave Young Men"                       |
| 2003      | Guiding Light                  | Adrian Pascal               | 1 episode                                        |
| 2003      | Threat Matrix                  | Shane                       | Episode: "Natural Borne Killers"                 |
| 2004      | Line of Fire                   | Drew Parkman                | Episode: "Mother & Child Reunion"                |
| 2005      | Veronica Mars                  | Eddie LaRoche               | Episode: "Silence of the Lamb"                   |
| 2005      | Joan of Arcadia                | DeNunzio                    | Episode: "Secret Service"                        |
| 2005      | Point Pleasant                 | Mark Owens                  | 3 episodes                                       |
| 2005      | Criminal Minds                 | Michael Zizzo               | Episode: "The Popular Kids"                      |
| 2005      | Sleeper Cell                   | Teen                        | Episode: "Al-Faitha"                             |
| 2006      | Bones                          | Stew Ellis                  | Episode: "The Superhero in the Alley"            |
| 2006      | Ghost Whisperer                | 'Link'                      | Episode: "Fury"                                  |
| 2007–2011 | Big Love                       | Scott Quittman              | 14 episodes                                      |
| 2008–2013 | Breaking Bad                   | Jesse Pinkman               | 62 episodes                                      |
| 2012      | Robot Chicken                  | Glenn                       | Voice Episode: "Robot Chicken DC Comics Special" |
| 2012–2013 | Tron: Uprising                 | Cyrus                       | Voice 3 episodes                                 |
| 2013      | The Simpsons                   | Jesse Pinkman               | Episode: "What Animated Women Want"              |
| 2013      | Saturday Night Live            | Jesse Pinkman / Meth Nephew | Episode: "Tina Fey/Arcade Fire"                  |
| 2013      | Mythbusters                    | Himself                     | Episode: "Breaking Bad Special"                  |
| 2014–2020 | BoJack Horseman                | Todd Chavez                 | Voice 76 episodes; also executive producer       |
| 2016–2018 | The Path                       | Eddie Lane                  | 36 episodes; also producer                       |
| 2017      | Black Mirror                   | Gamer691                    | Voice Episode: "USS Callister"                   |
| 2019–2020 | Truth Be Told                  | Warren Cave                 | 8 episodes                                       |
| 2020–2022 | Westworld                      | Caleb Nichols               | 13 episodes                                      |
| 2022      | Better Call Saul               | Jesse Pinkman               | 2 episodes: "Breaking Bad", "Waterworks"         |

### Lyd
| År   | Titel            | Rolle        | Noter      | Ref(s) |
| ---- | ---------------- | ------------ | ---------- | ------ |
| 2021 | The Coldest Case | Billy Harney | 9 episoder | [ 6 ]  |

### Musikvideoer
| År   | Sang                     | Kunstner               | Rolle             |
| ---- | ------------------------ | ---------------------- | ----------------- |
| 2002 | "Thoughtless"            | Korn                   | Floyd Louis Cifer |
| 2002 | "Screaming Infidelities" | Dashboard Confessional | Ex-Boyfriend      |
| 2003 | "White Trash Beautiful"  | Everlast               | Boyfriend         |